# Chinaseuche
Die Chinaseuche (wissenschaftliche Namen: Rabbit Haemorrhagic Disease (kurz RHD), Rabbit Calicivirus Disease (kurz RCD), Viral Haemorrhagic Disease (kurz VHD) oder „Bunny Ebola“ („Kaninchen-Ebola“)) ist eine für die Veterinärmedizin unheilbare hämorrhagische Viruserkrankung, die ausschließlich Kaninchen befällt. Verursacher der Chinaseuche sind Caliciviren aus der Gattung Lagovirus, der als Rabbit Hemorrhagic Disease Virus (RHDV) bezeichnet wird. Die größte Verbreitung haben die Stämme RHDVa und RHDV-2 (auch RHD-V 2 genannt). Empfänglich sind alle Kaninchenrassen beiderlei Geschlechts. Jungtiere bis zu etwa einem Monat erkranken meist nicht, können aber den Erreger vermehren. Die meisten erkrankten Tiere sind älter als 3 Monate. Die Mortalität liegt je nach Virusstamm bei 5 bis 100 Prozent.
Die seit 2016 zu beobachtenden Erkrankungen verlaufen fast immer tödlich.

## Geschichte und Vorkommen
1984 trat die bis dahin nicht bekannte Erkrankung erstmals bei Angorakaninchen in der Volksrepublik China auf, anderen Quellen zufolge bei Haus- und Farmkaninchen, die aus Deutschland stammten. Sie hat sich weltweit verbreitet. Bereits 1986 wurde der Symptomkomplex in Westeuropa beobachtet; das Virus wurde vermutlich durch Zuchttiere, importiertes Kaninchenfleisch oder Kaninchenwolle eingeschleppt. 1988 kam sie erstmals in Deutschland vor.
Die Chinaseuche kommt auf der gesamten Nordhalbkugel mit Ausnahme des Baltikums und des Balkans sowie in Australien und Neuseeland vor. In Mittelamerika und Südamerika sind bislang keine Erkrankungen aufgetreten. Auch Südasien, Südostasien und weite Teile Afrikas (ausgenommen Tunesien, Ghana und Benin) sind RHD-frei.

## Erreger

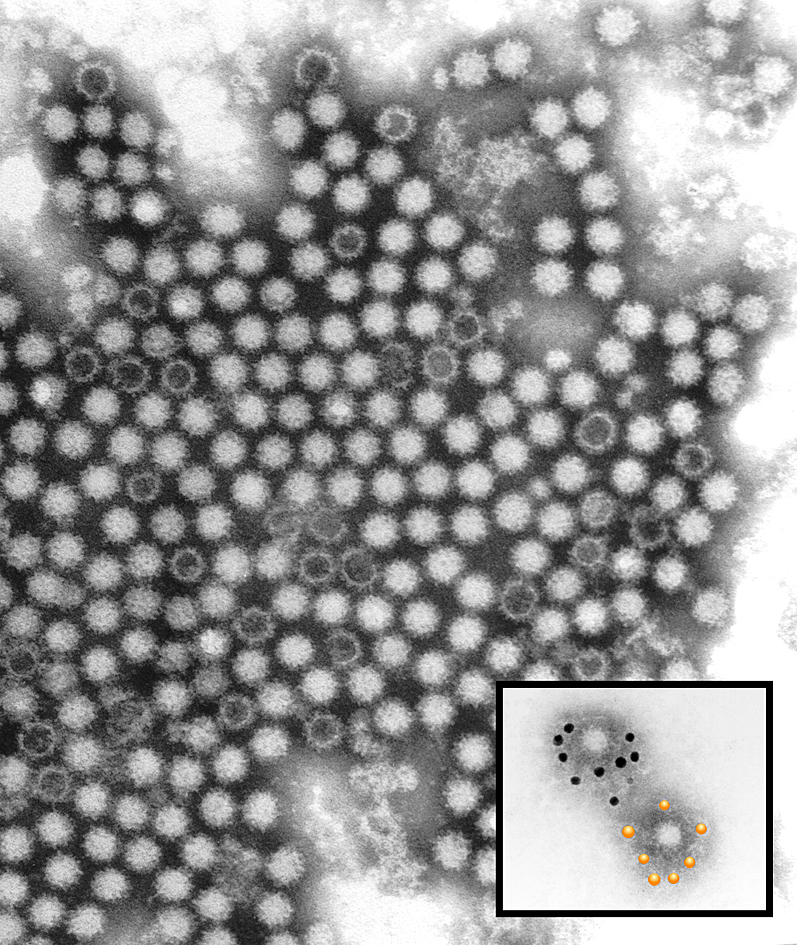
TEM-Aufnahme von Virionen des Rabbit Calicivirus

Schemazeichnung der großen (T=3) und kleinen (T=1) Kapside der Gattung Lagovirus

Genomkarte der Gattung Lagovirus

Der Krankheitserreger ist ein Calicivirus mit ikosaedrischer Hülle und einem Durchmesser von etwa 40 Nanometern, das sogenannte Rabbit Hemorrhagic Disease Virus (kurz RHDV, mit Referenzstamm Rabbit calicivirus, RCV), die Typusspezies der Gattung Lagovirus; die zweite (mit Stand März 2019) offiziell anerkannte Spezies dieser Gattung ist das European brown hare syndrome virus.
Ende der 1990er-Jahre wurden in Deutschland und Italien ein genetisch abweichender Typ namens RHDVa gefunden. Im Oktober 2010 wurde in Nordwest-Frankreich ein weiterer Typ nachgewiesen, der auch bei geimpften Tieren eine Erkrankung auslöste. Diese RHD2 genannte Variante der Krankheit (Spitzname englisch bunny ebola), ausgelöst durch die RHDV-Variante Rabbit Hemorrhagic Disease Virus 2 (kurz RHDV2 oder RHDV-2) ist in Mitteleuropa (Frankreich, Deutschland) endemisch, breitet sich aber 2020 auch vom Nordwesten der USA und von Kanada in den Südwesten der USA und nach Mexiko immer weiter aus.
Zunächst wurde eine geringere Mortalität im Vergleich zum Originalstamm beschrieben. RHD2 hat sich von Frankreich aus rapide über weite Teile Europas ausgebreitet. Dieses Virus gilt als „unberechenbar und aggressiv“ im Vergleich mit den bisherigen Varianten. Es kann auch Feldhasen infizieren. Ein neuer Impfstoff wurde in Spanien und Frankreich entwickelt. Er ist aber in Deutschland seit Anfang 2017 erhältlich.
Es gibt zahlreiche nah verwandte Caliciviren, die nicht krankheitsverursachend wirken, bei denen aber zumeist eine Kreuzimmunität mit dem RHDV besteht. Für den Menschen ist RHD2 harmlos.
Das RHDV ist im Blut, im Knochenmark, in allen Organen und in sämtlichen Ausscheidungen nachweisbar. Somit kann die Infektion über direkten Kontakt oder indirekt über Stechinsekten und Fliegen erfolgen. Auch eine indirekte Übertragung über mit dem Virus behaftete Gegenständen (Futter, Kleidung, Käfiginventar) ist möglich. Das Virus bleibt in der Umwelt bei Zimmertemperatur über drei Monate ansteckend, bei niedrigen Umgebungstemperaturen siebeneinhalb Monate.

## Klinik
Die Inkubationszeit von RHD liegt bei 1 bis 3 Tagen. Danach tritt ein akuter bis perakuter Verlauf ein, der im Allgemeinen innerhalb von 12 bis 48 Stunden zum Tod des Tieres führt. Typisch für den klinischen Verlauf sind zentralnervöse Symptome, vor allem Krämpfe. Die Kaninchen stoßen in ihrem Todeskampf einen hohen Schrei aus. Im Endstadium ist ein Überstrecken des Kopfes zum Rücken hin (Opisthotonus) recht typisch. Das RHD-Virus verursacht bei Kaninchen Blutgerinnungsstörungen, Blutungen in den Atemwegen mit Atemnot und Organschwellungen.

## Pathologie und Diagnostik
Wesentliches Merkmal der Erkrankung ist eine hochgradige Störung der Blutgerinnung, die zu punktförmigen Blutungen (Petechien) in allen Geweben führt. Blutungen treten vor allem in den Atemwegen, in Magen, Darm und den Harnorganen auf. Dadurch kommt es zu einer starken Atemnot beim Kaninchen und zu Blut in den Ausscheidungen. Daneben tritt eine Leberentzündung mit Gewebsuntergang sowie Fibrosen und Verkalkungen der Leberzellen auf. Ein weiteres Anzeichen für die Krankheit kann apathisches Verhalten sein, das bald nach der Infektion auftritt.
Die Pathologie ist hinweisend auf eine Chinaseuche, aber nicht beweisend. Zur definitiven Diagnose ist ein Nachweis von Virusprotein mittels ELISA oder RT-PCR notwendig. Eine Anzüchtung in Zellkulturen ist bislang nicht möglich. Antikörperuntersuchungen sind aufgrund des perakuten Verlaufs ohne Bedeutung.

## Bekämpfung
RHD gilt nach heutigem Stand der Veterinärmedizin als unheilbar. Die Bekämpfung der Krankheit geschieht am effektivsten durch eine jährlich zu wiederholende Impfung. Inwieweit sich die neuen RHDV-Stämme dem Impfschutz durch die etablierten Impfstämme entziehen, ist bislang offen.
Seuchenhygienische Maßnahmen wie Quarantänisierung und Verbot von Kaninchenausstellungen in betroffenen Gebieten haben sich als sinnvoll erwiesen.
Zu Desinfektion müssen Desinfektionsmittel eingesetzt werden, die gegen unbehüllte Viren wirksam sind.